# UCI World Tour 2016
L'UCI World Tour 2016 è la sesta edizione del circuito organizzato dall'UCI, che sostituisce il vecchio calendario mondiale.
Ad imporsi nella graduatoria finale fu lo slovacco Peter Sagan in forza alla Tinkoff; la classifica a squadre andò invece, per il quarto anno consecutivo, alla Movistar Team. Nella classifica per nazioni trionfò la Spagna, per il quinto anno consecutivo.

## Squadre
Le squadre con licenza UCI WorldTeam sono diciotto, rappresentanti tredici diversi Paesi: alle diciassette squadre della precedente stagione si aggiunge il Team Dimension Data. Queste squadre partecipano di diritto a tutti gli eventi dell'UCI World Tour, ai quali possono prendere parte, su invito degli organizzatori, anche alcune squadre professionistiche dei circuiti continentali (Professional Continental). 
| Cod. | Squadra                            | Biciclette  | Gruppo        | Ruote      |
| ---- | ---------------------------------- | ----------- | ------------- | ---------- |
| ALM  | AG2R La Mondiale                   | Focus       | SRAM          | Zipp       |
| AST  | Astana Pro Team                    | Specialized | Campagnolo    | Corima     |
| BMC  | BMC Racing Team                    | BMC         | Shimano       | Shimano    |
| CDT  | Cannondale-Drapac Pro Cycling Team | Cannondale  | Shimano       | Mavic      |
| EQS  | Etixx-Quick Step                   | Specialized | Shimano/FSA   | Roval      |
| FDJ  | FDJ                                | Lapierre    | Shimano       | Shimano    |
| IAM  | IAM Cycling                        | Scott       | Shimano       | DT Swiss   |
| LAM  | Lampre-Merida                      | Merida      | Shimano/Rotor | Fulcrum    |
| LTS  | Lotto-Soudal                       | Ridley      | Campagnolo    | Campagnolo |
| MOV  | Movistar Team                      | Canyon      | Campagnolo    | Campagnolo |
| OBE  | Orica-BikeExchange                 | Scott       | Shimano       | Shimano    |
| DDD  | Team Dimension Data                | Cervélo     | Shimano/Rotor | Enve       |
| TGA  | Team Giant-Alpecin                 | Giant       | Shimano       | Shimano    |
| KAT  | Team Katusha                       | Canyon      | SRAM          | Zipp       |
| TLJ  | Team Lotto NL-Jumbo                | Bianchi     | Shimano       | Shimano    |
| SKY  | Team Sky                           | Pinarello   | Shimano       | Shimano    |
| TNK  | Tinkoff                            | Specialized | Shimano       | Roval      |
| TFS  | Trek-Segafredo                     | Trek        | Shimano       | Bontrager  |

## Calendario
| Corsa | Data                   | Evento                                 | Vincitore          | Squadra             | Leader della Cl. mondiale |
| ----- | ---------------------- | -------------------------------------- | ------------------ | ------------------- | ------------------------- |
| 1     | 19-24 gennaio          | Tour Down Under (2016)                 | Simon Gerrans      | Orica-GreenEDGE     | Simon Gerrans             |
| 2     | 6-13 marzo             | Parigi-Nizza (2016)                    | Geraint Thomas     | Team Sky            | Richie Porte              |
| 3     | 9-15 marzo             | Tirreno-Adriatico (2016)               | Greg Van Avermaet  | BMC Racing Team     | Richie Porte              |
| 4     | 19 marzo               | Milano-Sanremo (2016)                  | Arnaud Démare      | FDJ                 | Richie Porte              |
| 5     | 21-27 marzo            | Volta Ciclista a Catalunya (2016)      | Nairo Quintana     | Movistar Team       | Richie Porte              |
| 6     | 25 marzo               | E3 Harelbeke (2016)                    | Michał Kwiatkowski | Team Sky            | Richie Porte              |
| 7     | 27 marzo               | Gand-Wevelgem (2016)                   | Peter Sagan        | Tinkoff             | Peter Sagan               |
| 8     | 3 aprile               | Giro delle Fiandre (2016)              | Peter Sagan        | Tinkoff             | Peter Sagan               |
| 9     | 4-9 aprile             | Vuelta al País Vasco (2016)            | Alberto Contador   | Tinkoff             | Peter Sagan               |
| 10    | 10 aprile              | Parigi-Roubaix (2016)                  | Mathew Hayman      | Orica-GreenEDGE     | Peter Sagan               |
| 11    | 17 aprile              | Amstel Gold Race (2016)                | Enrico Gasparotto  | Wanty-Groupe Gobert | Peter Sagan               |
| 12    | 20 aprile              | Freccia Vallone (2016)                 | Alejandro Valverde | Movistar Team       | Peter Sagan               |
| 13    | 24 aprile              | Liegi-Bastogne-Liegi (2016)            | Wout Poels         | Team Sky            | Peter Sagan               |
| 14    | 26 aprile-1º maggio    | Tour de Romandie (2016)                | Nairo Quintana     | Movistar Team       | Peter Sagan               |
| 15    | 6-29 maggio            | Giro d'Italia (2016)                   | Vincenzo Nibali    | Astana Pro Team     | Peter Sagan               |
| 16    | 5-12 giugno            | Critérium du Dauphiné (2016)           | Chris Froome       | Team Sky            | Alberto Contador          |
| 17    | 11-19 giugno           | Tour de Suisse (2016)                  | Miguel Ángel López | Astana Pro Team     | Peter Sagan               |
| 18    | 2-24 luglio            | Tour de France (2016)                  | Chris Froome       | Team Sky            | Peter Sagan               |
| 19    | 12-18 luglio           | Tour de Pologne (2016)                 | Tim Wellens        | Lotto-Soudal        | Peter Sagan               |
| 20    | 30 luglio              | Clásica San Sebastián (2016)           | Bauke Mollema      | Trek-Segafredo      | Peter Sagan               |
| 21    | 20 agosto-11 settembre | Vuelta a España (2016)                 | Nairo Quintana     | Movistar Team       | Nairo Quintana            |
| 22    | 21 agosto              | EuroEyes Cyclassics (2016)             | Caleb Ewan         | Orica-BikeExchange  | Peter Sagan               |
| 23    | 28 agosto              | Bretagne Classic Ouest-France (2016)   | Oliver Naesen      | IAM Cycling         | Peter Sagan               |
| 24    | 9 settembre            | Grand Prix Cycliste de Québec (2016)   | Peter Sagan        | Tinkoff             | Peter Sagan               |
| 25    | 11 settembre           | Grand Prix Cycliste de Montréal (2016) | Greg Van Avermaet  | BMC Racing Team     | Nairo Quintana            |
| 26    | 19-25 settembre        | Eneco Tour (2016)                      | Niki Terpstra      | Etixx-Quick Step    | Peter Sagan               |
| 27    | 1º ottobre             | Giro di Lombardia (2016)               | Esteban Chaves     | Orica-BikeExchange  | Peter Sagan               |

## Classifiche
Risultati finali.
| Pos. | Corridore          | Squadra  | Punti |
| ---- | ------------------ | -------- | ----- |
| 1    | Peter Sagan        | Tinkoff  | 669   |
| 2    | Nairo Quintana     | Movistar | 609   |
| 3    | Chris Froome       | Sky      | 564   |
| 4    | Alejandro Valverde | Movistar | 436   |
| 5    | Alberto Contador   | Tinkoff  | 428   |
| 6    | Greg Van Avermaet  | BMC      | 420   |
| 7    | Richie Porte       | BMC      | 394   |
| 8    | Romain Bardet      | AG2R     | 374   |
| 9    | Esteban Chaves     | Orica    | 351   |
| 10   | Daniel Martin      | Etixx    | 280   |

| Pos. | Squadra            | Punti |
| ---- | ------------------ | ----- |
| 1    | Movistar Team      | 1 471 |
| 2    | Tinkoff            | 1 361 |
| 3    | Team Sky           | 1 187 |
| 4    | BMC Racing Team    | 1 128 |
| 5    | Orica-BikeExchange | 909   |
| 6    | Team Katusha       | 789   |
| 7    | Etixx-Quick Step   | 775   |
| 8    | Cannondale-Drapac  | 616   |
| 9    | Trek-Segafredo     | 565   |
| 10   | Astana Pro Team    | 539   |

| Pos. | Nazione       | Punti |
| ---- | ------------- | ----- |
| 1    | Spagna        | 1 475 |
| 2    | Colombia      | 1 446 |
| 3    | Gran Bretagna | 1 050 |
| 4    | Francia       | 1 024 |
| 5    | Belgio        | 1 003 |
| 6    | Australia     | 908   |
| 7    | Italia        | 773   |
| 8    | Paesi Bassi   | 683   |
| 9    | Slovacchia    | 669   |
| 10   | Svizzera      | 416   |